# خاک خوب (فیلم)
خاک خوب (انگلیسی: The Good Earth) فیلمی در ژانر رمانتیک و درام به کارگردانی سیدنی فرانکلین و ویکتور فلمینگ است که در سال ۱۹۳۷ منتشر شد. از بازیگران آن می‌توان به لوئیز رینر، پل مونی، والتر کانلی و جسی رالف اشاره کرد.